# Palemonas
 (octobre 2017).
Palemonas est une police de caractères lituanienne, qui vise à satisfaire le grand public et les philologues. Elle a été créée à l'occasion du centenaire de la presse lituanienne. Elle est initialement basée sur l'alphabet latin.
La police est nommée d'après Palémon (Palemonids (en)), ancêtre romain légendaire des premiers grands ducs lituaniens, dont la troupe aurait fui Néron, puis abandonné le latin pour adopter le lituanien. Le nom de la police n'a pas de lien avec la ville homonyme voisine de Kaunas.
Palemonas a été développé spécifiquement pour le lituanien, qui s'écrit par combinaison de nombreux signes diacritiques. Elle est téléchargeable sur le site officiel de la Commission de la langue lituanienne.

### Autres polices lituaniennes
- Aistika (lt)
- Vytis (lt)